# Doñinos de Ledesma
Doñinos de Ledesma település Spanyolországban, Salamanca tartományban. Doñinos de Ledesma Ledesma, Villarmayor, La Mata de Ledesma, Sando, Encina de San Silvestre, Villaseco de los Gamitos és Gejuelo del Barro községekkel határos. Lakosainak száma 65 fő (2024).

## Népesség
A település népessége az elmúlt években az alábbi módon változott:
| Lakosok száma | 109  | 102  | 97   | 81   | 83   | 73   | 69   | 71   | 64   | 65   |
|               | 2001 | 2004 | 2007 | 2009 | 2012 | 2014 | 2017 | 2019 | 2022 | 2024 |